# Canato Cazaque
Canato Cazaque (Cazaque; Қазақ Хандығы ou Qazaq Handyğy) foi um poderoso canato localizado na Ásia Central, sendo um estado sucessor do Canato da Horda Dourada e antecessor do moderno Cazaquistão. O antigo canato dominou o leste da Cumânia (atual Cazaquistão Ocidental) e partes do atual Uzbequistão, perto do rio Sir Dária a sul da Rússia. O antigo Canato foi responsável por invasões e saques em vários países, principalmente na Rússia. Devido a muitas guerras entre os cãs com outros países e o seu enfraquecimento no século XIX, o canato foi anexado ao Império Russo em 1848 após a morte de Quenessari Cã, o último cã do país.
Teve a sua fundação em 1465 por Querei Cã e é considerado o primeiro Estado Cazaque, tendo ainda sido comemorado, em 2015, os 550 anos de fundação do país.

## História

### Antecedentes
Em 1227, um estado protocazaque surgiu no antigo Canato da Horda Dourada, denominado Canato da Horda Branca que foi independente por um curto período de tempo até se unir ao Canato da Horda Azul. Poucos anos depois, ambos estados se separam em dois canatos; Canato Usbeque e Horda Nogai, governado por Mustafá Cã ao sul e Maomé Cã ao norte. O Canato Usbeque ocupava a maior parte do atual Cazaquistão e era governado por Abu Alcair Cã, que havia conspirado para chegar ao poder. O governo do cã foi ineficaz, corrupto e foi alvo de tribos oraites que saquearam cidades, destruíram assentamentos cazaques nômades e massacraram civis. A paz foi feita em 1457 entre oraites e uzbeques, depois de uma batalha onde Abu Alcair Cã é derrotado, e o faz perder o controle e a moral com o povo usbeque.

### Formação do Canato Cazaque
A formação do Canato foi iniciada em 1459 quando várias tribos uzbeques de origem mongol e insatisfeitas com o governo de Abu Alcair Cã migraram para o leste liderados pelos irmãos Janibegue Cã e Querei Cã um evento conhecido como A Grande Migração. Os irmãos migraram com uma multidão de mais de 2 mil pessoas até o Mogulistão, onde o soberano local cedeu terras para os migrantes habitarem e assim fundando o país cazaque em Sozaque. Inicialmente foi um estado tampão entre o Uzbequistão e o Mogulistão. O primeiro cã foi Janibegue que em 1468 liderou uma campanha de invasão para libertar os escravos cazaques no canato. O Cã Abul respondeu a invasão liderando um exercito para massacrar os cazaques, porém acaba morrendo no caminho de Jetisu. Janibegue viria a falecer poucos anos depois em 1473 ou 1474 e foi sucedido por seu irmão Carai.
Os primeiros anos do Canato Cazaque foram marcados por conflitos entre tribos da região e o cã Maomé Xaibani, neto de Abu Alcair e soberano do Império Timúrida. Em 1470 os cazaques triunfam em uma batalha contra o soberano timúrida, forçando assim os uzbeques fugirem para Samarcanda e Bucara.
Em 1480, o filho de Carai Cã, Burunduque se tornou Cã. Durante seu reinado, os cazaques conseguiram arregimentar um exército de cinquenta mil Gazis, que derrotam seguidas vezes as forças de Maomé Xaibani ao longo da costa do rio Sir Dária. Em 1500 os cazaques e uzbeques firam finalmente um acordo de paz, no qual são entregues aos cazaques as terras do antigo Canato Usbeque ao norte do rio Sir Dária.

### Desenvolvimento do Canato

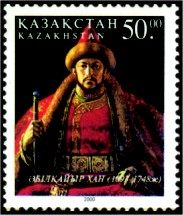
Abu Alcair Cã, um dos mais notáveis cãs cazaques

Cacim, filho de Janibegue se tornou o cã em 1511. Sob seu governo o canato tornou-se poderoso centro cultural, político e militar devido as conquistas de várias cidades da região da Ásia Central. A população chegou a mais de 1 milhão de habitantes e foi escrito o primeiro código de leis em 1520. Ainda foram feitas alianças com muitos impérios, canatos e reinos da Eurásia como o Czarado Russo e o Império Mogol do sultão Babur.

#### Guerras, alianças e expansões
Após a morte de Cacim o país mergulhou em um cenário de instabilidades políticas, já que os nogais e oirates voltaram a atacar cidades e regiões do canato. Devido a muitos ataques o poder central foi enfraquecendo.
A partir dos anos 1530 eclodiu uma guerra civil entre os netos de Janibegue Cã, onde seu neto Haquenazar Cã foi vitorioso e se tornou o novo soberano. Durante o reinado deste o país teve conflitos diplomáticos com os impérios vizinhos; Horda Nogai ao oeste, Canato de Sibir no norte, Mogulistão ao leste e o Canato de Bucara ao sul. Houve guerras onde o Mogulistão foi conquistado, porém o cã do canato de Sibir Cã Cachum liderou um grande exército contra os cazaques de Haquenazar Cã. A guerra foi vencida pelos cazaques mais uma vez.
Em 1568 foi feita uma campanha para o norte, onde a Horda Nogai é conquistada e os cazaques chegam até Astracã, após o Rio Emba. Os cazaques tentaram conquistar terras mais ao norte do Mar Cáspio, mas foram repelidos pelos russos.
Entre 1582 e 1598 o cã Tauequel Cã anexou várias importantes cidades a Ásia Central como Tasquente, Fergana, Andijã e Samarcanda, todas no atual Uzbequistão. No ano de 1598 a cidade de Bucara foi sitiada, porém, o cã local conseguiu repelir o ataque dos cazaques e na ocasião Tauequel Cã foi gravemente ferido e acabou morrendo no caminho de volta para o Cazaquistão.
Após a morte deste seu filho Icim Cã moveu a capital para Siguenaque para posteriormente estabelecer a paz entre o Canato Cazaque e o Canato de Bucara, cedendo a cidade de Samarcanda. Entretanto Bucara ainda almejava o controle sobre Tasquente, o que levou anos mais tarde a uma nova guerra entre ambos países, que terminou com a conquista de Bucara em 1634.
Entre a segunda metade do século XVII e início do XVIII os cazaques entraram em conflito com outro país rival, o Canato Zungar, que seguiam a religião budista maaiana. O conflito se iniciou devido a disputas de influências entre muçulmanos e budistas nos dois países. Em 1652 o cã Erdeni Batur tentou conquistar o Canato Cazaque através das guerras cazaques-zungar, na qual o Cazaquistão perdeu vários territórios para o Canato Zungar.

#### Federalização do Canato

Os três Jüzes do Canato Cazaque. Em verde o Pequeno Juz, em laranja o Médio Juz e em vermelho o Grande Juz.

O cã Tauque Cã se tornou o soberano cazaque em 1680, buscando alianças com quirguizes na luta contra zungares. Apesar dos esforços e das alianças, o Império Zungar tinha apoio da China e com isso cada vez mais invadia e subjugava os cazaques na Ásia Central. A crise no país gerou desentendimentos entre as grandes tribos governantes e a posterior subdivisão entre três juzes que foram regiões administrativas do país, cada uma com os seus cãs e líderes locais; Juz Grande, Juz Pequeno e Juz Médio, porém ainda sim, respondendo por um único estado. A região que mais se sobressaiu na crise política foi o Juz Pequeno sob o comando de Abu Alcair Cã, que fez uma aliança com os russos em troca de armas e apoio na guerra contra os zungar. O auxílio russo deu certo, porém a influência dos mesmos seria fatal no futuro.
A situação começou a mudar mais ainda quando Ablai Cã, o líder do Juz Médio e sob sua liderança o país se reergueu e conseguiu reconquistar várias regiões próximas, inclusive o Império Zungar que foi anexado ao Cazaquistão em 1755. Entretanto o cã não era favorável á influência russa no país, por isso cortou relações com o Império Russo. Pouco tempo depois os russos começaram a invadir algumas regiões sob controle cazaque.

### A Queda do Canato Cazaque
A partir do início do século XIX o Canato Cazaque foi se enfraquecendo devido ao constante aumento do poder russo na Ásia Central. O Império Russo disputava com o Império Britânico a influência sobre a Ásia Central e o Cazaquistão era uma região crucial para o domínio russo, já que era o maior canato da região.
Em 1822 o Juz Pequeno foi anexado a Rússia e tempos depois o Juz Médio também foi integrado. O Juz Grande permaneceu em resistência por mais alguns anos. Em 1841 um novo cã foi eleito e este foi Canassari Cã, que liderou várias ofensivas contra os russos nas guerras de conquista. Apesar de conseguir várias vitórias frente ao Império, com o passar do tempo os seus aliados nobres foram a desertar para a Rússia em troca de riquezas. Canassari Cã ficou cada vez mais fraco na região e em 1847 durante uma invasão ao Quirguistão ele foi capturado e morto, deixando os cazaques num vácuo de poder entre as tribos.
Em 1848 as tribos cazaques restantes decidiram se render ao Império Russo, fazendo do Cazaquistão um dos domínios do Czar Nicolau I.

## Escravidão
O Canato Cazaque foi um grande estado escravista na Ásia Central sendo este o maior produto de exportação e mão de obra do país. Havia escravo de etnia cazaque, porém também houve de etnia; uzbeques, quirguizes, persas, indianos e cossacos russos. Estes últimos eram os mais caros por serem europeus e eram revendidos para outros países como Bucara, Pérsia e China, coisa que fez o Cazaquistão ter muitas rixas com o Império Russo no final do século XVIII e foi fator crucial para as invasões russas ao país. Somente no século XIX houve mais de 1 milhão de persas escravizados e um número desconhecido de russos.
O Império Russo anos antes apoiou a prática devido aos ganhos com a mesma e devido ao fato da Rússia precisar de alianças com países da Ásia Central. Em 1737 a Czarina Ana permitiu o comércio de escravos da Sibéria para o Cazaquistão e outros canatos. De acordo com historiadores e diplomatas, um homem cazaque custava dez rublos e uma mulher seis.
Ao decorrer do tempo que os países turcos foram conquistados a escravidão foi gradativamente diminuindo. Os cossacos por exemplo foram libertos em todos os países conquistados, deixando apenas os nativos e de outras etnias nesta situação. Em 1859 a escravidão foi totalmente abolida no Cazaquistão, Uzbequistão e Quirguistão sob domínio russo.